# Grauwe bastaardbies
De grauwe bastaardbies of bastaardbies (Schoenoplectus × carinatus) is een overblijvende plant die tot de cypergrassenfamilie (Cyperaceae) behoort. De soort komt van nature voor in het midden en westen van Europa. De soort is inheems in Vlaanderen.
De plant wordt 1-3 meter hoog en heeft een dikke kruipende wortelstok. De groene stengels zijn onderaan rond en bovenaan stomp driekantig met twee bolle zijdes en één platte zijde. De bovenste bladscheden hebben een tot 10 cm lange bladschijf. De overige kenmerken lijken de ene keer op de ene stamouder, de andere keer op die van de andere.
De grauwe bastaardbies bloeit vanaf juni tot in de herfst. De bloem heeft twee stempels. De helmknoppen zijn kaal. Er zijn vijf tot zes tot borstels omgevormde schutblaadjes, die even lang zijn als de vrucht. De bruine, gewimperde, puntige kafjes zijn aan de top iets ingesneden.
De vrucht is een zwartbruin, glad, platbol, 2 mm lang nootje.
Deze hybride tussen mattenbies en driekantige bies staat in zonnig, open en ondiep, voedsel- en stikstofrijk, zwak basisch, zoet tot brak water boven een bodem van zand of week slib. Ze groeit op droogvallende platen en rivieroeverwallen in het zoetwatergetijdengebied. De grauwe bastaardbies kan alleen ontstaan binnen het areaal van de driekantige bies en is dus in Europa beperkt tot het midden en westen van het continent (Engeland, Duitsland, Frankrijk, België en Nederland). De hybride is in Nederland uitsluitend te vinden in het zoetwatergetijdengebied. De soort staat wat kenmerken betreft tussen de beide stamouders in, ze zet slechts zelden vrucht maar vormt wel vaak goed ontwikkeld stuifmeel en kan daardoor met beide ouders terugkruisen en zo bastaardzwermen vormen.